# Kuta Iboh
Kuta Iboh is een bestuurslaag in het regentschap Aceh Selatan van de provincie Atjeh, Indonesië. Kuta Iboh telt 1001 inwoners (volkstelling 2010).